# I'm So Paid
I'm So Paid è un brano musicale del cantante statunitense Akon, estratto come secondo singolo dall'album Freedom e pubblicato il 4 ottobre 2008. Il brano figura la collaborazione dei rapper Lil Wayne e Young Jeezy. Nel brano Akon cita l'atleta Usain Bolt nel testo, che aveva rivelato di ascoltare la musica di Akon.
Nel brano i cantanti fanno uso dell'Auto-Tune.

## Tracce
1. I'm So Paid (con Lil Wayne)
2. I'm So Paid (con Lil Wayne e Young Jeezy)
3. I'm So Paid (Remix) (con Lil Wayne e Ace Hood)
4. I'm So Paid (Remix) (con Lil Wayne e Hussein Fatal)
5. I'm So Paid (Remix) (con Lil Wayne e Pitbull)
6. I'm So Paid (Remix) (con Lil Wayne e 2Pac)
7. I'm So Paid (Remix) (con Lil Wayne, Kanye West, Nas e Jay-Z)

## Classifiche
| Classifica (2008-2009) | Posizione più alta |
| ---------------------- | ------------------ |
| Francia                | 15                 |
| Svezia                 | 21                 |
| Regno Unito            | 59                 |
| Canada                 | 41                 |
| Francia                | 15                 |
| Billboard Hot 100      | 31                 |
| Rhythmic Top 40        | 18                 |
| Pop 100                | 40                 |